# بول لاكومب
بول لاكومب (بالفرنسية: Paul Lacombe)‏ (و. 1990  م) هو لاعب كرة السلة، من فرنسا، يلعب كلاعب هجوم خلفي.

## روابط خارجية
- بول لاكومب على موقع الاتحاد الدولي لكرة السلة (الإنجليزية)
- بول لاكومب على موقع الدوري الأوروبي لكرة السلة (الإنجليزية)
- بول لاكومب على موقع كرة السلة الأوروبية.كوم (الإنجليزية)
- بول لاكومب على موقع ريلجم (الإنجليزية)
- بول لاكومب على موقع بروبوليرز (الإنجليزية)
- بول لاكومب على موقع سبورتس رفرنس (الإنجليزية)